# Révolte de Nathaniel Bacon

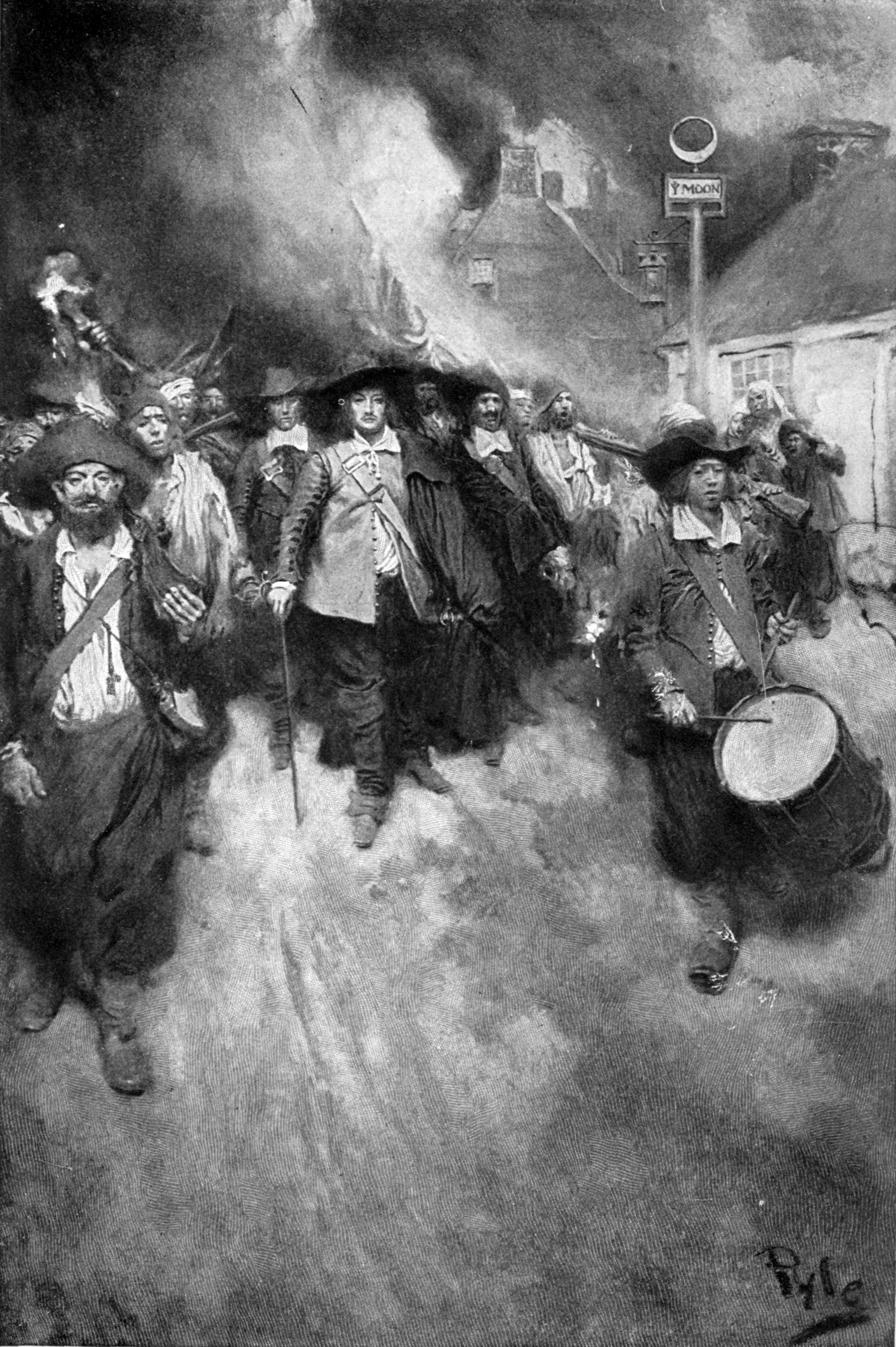
The Burning of Jamestown par Howard Pyle.

La révolte de Nathaniel Bacon, est une révolte déclenchée en 1676 dans la colonie britannique de Virginie par des Blancs vivant sur la Frontière avec les Amérindiens, rejoints plus tard par des esclaves noirs et des serviteurs blancs.

## Histoire
Elle éclate à propos de la menace amérindienne dans un contexte de crise agricole et de misère. Les Blancs de la Frontière estiment que le gouverneur de Jamestown, William Berkeley, doit mener une guerre totale contre les Doegs (en) qui se sont lancés dans des actions de guérilla à la suite de différends avec les colons. Nathaniel Bacon, élu à la chambre des Bourgeois de Virginie au printemps, et cousin de Frances Culpeper, la femme du gouverneur William Berkeley, prône la mise en place de détachements armés pour combattre les Amérindiens. Le gouverneur l’accuse de rébellion et le fait emprisonner. Deux mille colons de Virginie marchent immédiatement sur Jamestown pour lui apporter leur soutien. 
Berkeley fait libérer Bacon après une promesse de repentance publique. Mais Bacon s’échappe, reforme ses milices et se met à harceler les Amérindiens. En juillet, il rédige une « Déclaration du Peuple » qui reproche à l’administration ses impôts injustes, son favoritisme, sa mainmise sur le commerce des fourrures et son abandon des fermiers confrontés aux Amérindiens. Bacon attaque alors les Amérindiens Pamunkey (en), considérés comme inoffensifs, en tue huit, fait des prisonniers et s’empare de leurs biens[1] . À l’automne, il tombe malade et meurt à l’âge de 29 ans. Un navire de trente canons, commandé par Thomas Grantham est chargé par la couronne britannique de mater la révolte. Vingt-trois chefs rebelles sont pendus. L’Assemblée de Virginie amnistiera la plupart des Blancs qui ont participé à la révolte, mais pas les Noirs.
L'un de ses conseillers était William Drummond, gouverneur de la Caroline dix ans plus tôt, mais tombé en disgrâce après des protestations des colons de la colonie d'Albemarle contre le régime de taxes et de commerce. Il fut exécuté peu après la fin de la révolte. Il avait promis à Nathaniel Bacon que les colons de la Caroline du Nord, en particulier de la colonie d'Albemarle pourraient le soutenir.